# Belagerung von Ypern
Solebay – Erste Schooneveld – Zweite Schooneveld – Maastricht – Texel – Bonn – Sinsheim – Seneffe – Enzheim – Türkheim – Sasbach – Konzer Brücke – Stromboli – Augusta – Palermo – Philippsburg – Maastricht – Valenciennes – Tobago – Cassel – Kokersberg –  Freiburg – Ypern – Rheinfelden – Saint-Denis
Die Belagerung von Ypern in den Spanischen Niederlanden fand zwischen dem 18. und 25. März 1678 statt und war Teil des Holländischen Krieges. Sie endete mit der Einnahme der Stadt Ypern durch die Franzosen.

## Vorspiel
Im Oktober 1677 heiratete Maria, Nichte und mögliche Nachfolgerin von Karl II. von England, Wilhelm von Oranien, was zur Wiederannäherung zwischen England und der Niederländischen Republik führte, die zuvor bis 1674 Krieg gegeneinander geführt hatten. Ludwig XIV. entschloss sich, in die Spanischen Niederlande einzumarschieren, um einer möglichen englischen militärischen Operation gegen Frankreich zuvorzukommen.
Die Niederländer erwarteten den Angriff gegen Namur, doch Ludwig schickte seine Truppen nach Gent, nahm die Stadt am 9. März ein und wandte sich unmittelbar danach gegen Ypern.

## Die Belagerung
Am 18. März begannen die Franzosen unter der Führung des Generals und Festungsbaumeisters Sébastien Le Prestre de Vauban damit, Annäherungsgräben an die Zitadelle auszuheben. Die Stadt wurde von einer spanischen Garnison unter dem Kommando von Dom Francisco de Pardo verteidigt, der die Umgebung der Stadt hatte fluten lassen. Die Franzosen waren allerdings bereits soweit vorgedrungen, dass dies diese vom weiteren Angriff nicht aufhalten könnte. Die Stadt wurde mit 22 großkalibirgen Kanonen und zwölf Mörsern unter Dauerbeschuss genommen. Nach einer Woche waren die Arbeiten an den Sturmgräben und die Beschädigungen der Stadtmauern weit genug fortgeschritten, damit Ludwig XIV. den Angriff für die Nacht vom 24. auf den 25. März befehlen konnte. Die Stadt wurde schnell erobert und die Verteidiger kapitulierten bei Tagesanbruch, allein die Zitadelle hielt sich noch einen weiteren Tag. Danach ergaben sich auch die verbliebenen 1600 kampffähigen Männer sowie 600 Verwundete.

## Folgen
Im April begann Vauban damit, die Befestigungsanlagen von Ypern zu der heute noch so vorhandenen Form zu erneuern und zu modernisieren. Louis de Crevant, duc d’Humières wurde Statthalter von Ypern. In England hob Karl II. etwa 20 Regimenter aus, die nach Ostende verschifft werden sollten, zögerte dann aber mit dem Entschluss, Frankreich den Krieg zu erklären. Unterdessen begannen Verhandlungen zwischen Frankreich und der Niederländischen Republik, die zum Friede von Nimwegen am 10. August führten.